# Guhrow
Guhrow là một đô thị thuộc huyện Spree-Neiße, bang Brandenburg, Đức. Đô thị Guhrow có diện tích 6,62 km², dân số thời điểm 31 tháng 12 năm 2006 là 585 người.